# Сейкред-Харт (город, Миннесота)
Сейкред-Харт (англ. Sacred Heart) — город в округе Ренвилл, штат Миннесота, США. На площади 2,6 км² (2,6 км² — суша, водоёмов нет), согласно переписи 2002 года, проживают 549 человек. Плотность населения составляет 213,6 чел./км².
- Телефонный код города — 320
- Почтовый индекс — 56285
- FIPS-код города — 27-56572[1]
- GNIS-идентификатор — 0650451[2]